# Armorial des familles basques (Gas - Gor)
Cet article décrit l'armorial des familles basques par ordre alphabétique et concerne les familles dont les noms commencent par les lettres « Gas » successivement jusqu’à « Gor ».

## Blasonnements

### Gas
Famille Gascon (Navarre) :
| Blason | Blasonnement : Parti, au 1 de... à la bande de... ; au 2 de... à trois pommes de pin de... accompagnées de six châteaux de... Alias : parti, au 1 d'azur à l'aigle d'or ; au 2 de gueules au château d'argent accompagné de sept fleurs de lys d'or. Alias : de sinople à la fleur de lys d'or. Note : Les blasonnements de cette page sont tous issus de cet ouvrage qui cite également d'autres sources. Commentaires : Famille d'origine française. Preuves de noblesse en 1776. NOTE : Ce blasonnement est incomplet et/ou incohérent. |

Famille Gaston (vallée de Roncal) :
| Blason | Blasonnement : D'azur au pont d'argent à trois arches d'or sur Un mont de trois coupeaux d'argent, surmonté d'une tête de roi maure de sable, couronnée d'or et ensanglantée de gueules (armes de la vallée de Roncal). Note : Les blasonnements de cette page sont tous issus de cet ouvrage qui cite également d'autres sources. Commentaires : Maison noble à Lodosa, en vallée du Roncal. Diego Gaston y Crespo, habitant de Lodosa. épousa Maria Santos de Mendijur et fut reconnu noble en 1780. |

Famille Gaston (vallée du Baztan) :
| Blason | Blasonnement : Écartelé, aux 1,2 et 3 échiqueté d'argent et de sable ; au 4 de... au château à la bande de... brochante, accompagné en chef d'un échiqueté et de cinq étoiles. Note : Les blasonnements de cette page sont tous issus de cet ouvrage qui cite également d'autres sources. Commentaires : Ancienne famille du Baztan Kaztan réputée issue des vicomtes de Béarn. Un chevalier de ce nom se trouvait auprès du roi Alphonse d'Aragon à la prise de Saragosse. NOTE : Ce blasonnement est incomplet et/ou incohérent. |

### Gau
Famille Gaucen (Fontarrabie) :
| Blason | Blasonnement : Écartelé, au 1 de... au château de... ; au 2 de... au lion de... ; au 3 de... à la croix fleurdelisée de... ; au 4 de... au chaudron de... Alias : d'or à cinq fleurs de lys échiquetées d'argent et de gueules. Note : Les blasonnements de cette page sont tous issus de cet ouvrage qui cite également d'autres sources. Commentaires : NOTE : Ce blasonnement est incomplet et/ou incohérent. |

### Gav
Famille Gaviria (Bergara) :
| Blason | Blasonnement : Écartelé aux 1 et 4 d'or au chêne de sinople, au sanglier de sable brochant au pied du tronc ; aux 2 et 3, de gueules à l'épervier essorant d'or tenant entre ses griffes un coq du même tenu par la crête, et dans son bec une palme d'or. Sur le tout : d'argent à deux sandales de sable posées l'une sur l'autre. Note : Les blasonnements de cette page sont tous issus de cet ouvrage qui cite également d'autres sources. Commentaires : Ces armes (sans l’écusson aux deux sandales) sont visibles sur la maison Gaviria de Bergara. |

Famille Gaviria (Guipuscoa) :
| Blason | Blasonnement : Parti, au 1 d'or à l'arbre de sinople terrassé du même, au sanglier de sable brochant au pied de l'arbre ; au 2 d'argent à un arbre de sinople terrassé du même, sommé d'une aigle de sable et accompagné en pointe, au pied de l'arbre, d'un coq d'or (armes primitives). Note : Les blasonnements de cette page sont tous issus de cet ouvrage qui cite également d'autres sources. Commentaires : Lignage issu de la ville de Gabiria, au sud de Zumarraga, qui avait son palacio à Bergara. Plusieurs de ses membres servirent Alphonse le Batailleur et participèrent à la suite de Sanche le Fort, à la bataille de Las Navas de Tolosa en 1212. |

Famille Gaviria (Renteria) :
| Blason | Blasonnement : Écartelé, aux 1 et 4 d'or au chêne de sinople au sanglier de sable brochant au pied, et une bordure d'azur à la chaîne d'or ; aux 2 et 3 de gueules à l'aigle d'argent, et une bordure d'azur chargée de huit fleurs de lys d'or. Note : Les blasonnements de cette page sont tous issus de cet ouvrage qui cite également d'autres sources. Commentaires : Armes de la branche de Renteria. |

### Gaz
Famille Gaztelu (Guipuscoa) :
| Blason | Blasonnement : De gueules au château d'or surmonté d'une croix d'argent et accostée de deux pins de sinople chargés chacun d'un loup de sable, les loups affrontés. Note : Les blasonnements de cette page sont tous issus de cet ouvrage qui cite également d'autres sources. Commentaires : Une famille Gaztelu issue de celle de Guibelalde possédait la maison noble de Guibelaldea, à Gaztelu, et portait ces armes. |

Famille Gazteluzar (Labourd) :
| Blason | Blasonnement : D'or à l'aigle de sable. Note : Les blasonnements de cette page sont tous issus de cet ouvrage qui cite également d'autres sources. Commentaires : Famille citée à Sare au début au XVIIe siècle. |

Famille Gazteluzarria (Basse-Navarre) :
| Blason | Blasonnement : D'argent à une bande dentelée de gueules, accostée de deux coquilles de gueules. Note : Les blasonnements de cette page sont tous issus de cet ouvrage qui cite également d'autres sources. Commentaires : Maison à Alciette-Bascassan, en Pays de Cize. |

### Gen
Famille Gensanne (Basse-Navarre) :
| Blason | Blasonnement : Note : Les blasonnements de cette page sont tous issus de cet ouvrage qui cite également d'autres sources. Commentaires : Maison noble à Orsanco. Les seigneurs de Gensanne figurent comme nobles dans les actes antérieurs à 1670 et avaient entrée aux États de Navarre. Sannati de Gensanne, seigneur d'Etchessary, fut exclu de l'amnistie accordée par Jeanne d'Albret le 28 février 1568. Arnaud de Gensanne était trésorier de Navarre en 1553. |

Famille Gentein (Soule) :
| Blason | Blasonnement : Note : Les blasonnements de cette page sont tous issus de cet ouvrage qui cite également d'autres sources. Commentaires : Maison noble à Ordiarp. Les seigneurs de Gentein étaient potestats de Soule. Gentein appartenait en 1393 à Pées, seigneur de Laxague, d'Asme, et fut vendu par sa veuve. |

### Ges
Famille Gestas (Soule) :
| Blason | Blasonnement : Note : Les blasonnements de cette page sont tous issus de cet ouvrage qui cite également d'autres sources. Commentaires : Branche aînée de la famille de Casamajor (voir ce nom). |

Famille Gestas de Betous et Lesperoux (Soule) :
| Blason | Blasonnement : D'azur semé de fleurs de lys d'or, à la tour ouverte, ajourée et crénelée d'argent, maçonnée de sable. Note : Les blasonnements de cette page sont tous issus de cet ouvrage qui cite également d'autres sources. Commentaires : Filiation établie depuis Bernard de Gestas, damoiseau, seigneur de Floran et Sans, cité en 1474. |

### Gib
Famille Gibaudiere (Bayonne) :
| Blason | Blasonnement : D'azur à quatre clefs appointées d'argent l'une contre l'autre. Note : Les blasonnements de cette page sont tous issus de cet ouvrage qui cite également d'autres sources. Commentaires : N. de Gibaudière, lieutenant de roi à Bayonne, reçut d'office les armes suivantes, le 21 février 1698. NOTE : Ce blasonnement est incomplet et/ou incohérent. |

### Gie
Famille Gieure (Bayonne) :
| Blason | Blasonnement : Tranché : d'azur à Notre-Dame de Buglose vêtue d'or ; et de gueules chargé d'un calice d'or à l'hostie issante d'argent ; à la bande d'argent brochant sur la partition. Devise : Da Robur, Fer Auxilium. Note : Les blasonnements de cette page sont tous issus de cet ouvrage qui cite également d'autres sources. Commentaires : Mgr François-Xavier-Marie-Jules Gieure, évêque de Bayonne de 1906 à 1934. Né le 2 mai 1851 à Castets (Landes), décédé le 23 avril 1937 à Messanges (Landes), préconisé évêque de Bayonne le 21 février 1906, sacré à Saint-Pierre de Rome le 25 février suivant par le pape Pie X. |

### Gig
Famille Gigault de Bellefonds (Bayonne) :
| Blason | Blasonnement : D'azur au chevron d'or accompagné de trois losanges d'argent. Note : Les blasonnements de cette page sont tous issus de cet ouvrage qui cite également d'autres sources. Commentaires : Mgr Jacques-Bonne Gigault de Bellefonds, évêque de Bayonne de 1735 à 1741. Né le 1 mai 1698 au château de Monlifray, à Beaumont-la-Ronce (Indre-et-Loire), décédé le 20 juillet 1746 à Paris, il lui nommé évêque de Bayonne le 8 octobre 1735. |

### Gil
Famille Gilcano (Santesteban) :
| Blason | Blasonnement : D'or à deux lions de gueules posés en pal ; à la bordure de gueules chargée de huit lions d'or. Note : Les blasonnements de cette page sont tous issus de cet ouvrage qui cite également d'autres sources. |

Famille Gilibert (Bayonne) :
| Blason | Blasonnement : De gueules au cygne d'argent. Note : Les blasonnements de cette page sont tous issus de cet ouvrage qui cite également d'autres sources. Commentaires : N. Gilibert, receveur de Mgr l'amiral, reçut d'office ces armes en 1701. |

### God
Famille Godin (Bayonne) :
| Blason | Blasonnement : Parti, au 1 d'or à trois fasces de gueules ; au 2 coupé, de gueules à l'église à quatre tours d'or sur une onde d'azur ; et d'or à l'arbre arraché de sinople. Note : Les blasonnements de cette page sont tous issus de cet ouvrage qui cite également d'autres sources. Commentaires : Guillaume de Pierre Godin (1260-1336), cardinal. Guillelmus Pétri de Godino, que l'on traduit par Guillaume de Pierre Godin, naquit à Bayonne, au bourg Neuf, vers 1260, et entra jeune au couvent des dominicains. NOTE : Ce blasonnement est incomplet et/ou incohérent. |

### Goe
Famille Goenechea (Guipuscoa) :
| Blason | Blasonnement : Mantelé, au 1 d'or à un grenadier (arbre) de sinople : au 2 d'or au château de gueules ; au 3 d'azur au lion rampant d'or. Note : Les blasonnements de cette page sont tous issus de cet ouvrage qui cite également d'autres sources. Commentaires : Ancien lignage de Eibar et Placencia. Confirmation de noblesse en 1649. |

### Goi
Famille Goicoechea (Biscaye) :
| Blason | Blasonnement : Coupé, au 1 d'azur au griffon d'or ; au 2 d'argent au chêne de sinople, fruité d'or, un sanglier de sable appuyé contre le tronc, à senestre ; à la bordure générale de gueules chargée de huit flanchis d'or. Note : Les blasonnements de cette page sont tous issus de cet ouvrage qui cite également d'autres sources. Commentaires : Maison noble de Getxo. Filiation établie depuis Domingo de Goicoechea allié à Maria Ochoade de Gorrondona. |

Famille Goiri (Biscaye) :
| Blason | Blasonnement : De sinople à deux fleurs de lys d'or posées en pal ; à la bordure d'or chargée d'une chaîne d'azur. Note : Les blasonnements de cette page sont tous issus de cet ouvrage qui cite également d'autres sources. Commentaires : Maison infançonne de Santa Maria de Lezama, près de Bilbao. Une branche s'elablit à Llodio (Alava), une autre en Biscaye, en vallée d'Orozko. |

### Gol
Famille Golar (Basse-Navarre) :
| Blason | Blasonnement : Écartelé ; aux 1 et 4 de gueules à la bande d'argent chargée de trois étoiles d'azur ; aux 2 et 3 d'argent à trois oiseaux de sinople 2 et 1. Note : Les blasonnements de cette page sont tous issus de cet ouvrage qui cite également d'autres sources. |

### Gom
Famille Gomendradi (Guipuscoa) :
| Blason | Blasonnement : D'or au chevron d'azur chargé de cinq fleurs de lys d'or, accompagné de trois sangliers passants de sable, 2 en chef affrontés, un en pointe ; a la bordure de gueules chargée de huit feuilles de peuplier d'argent. Note : Les blasonnements de cette page sont tous issus de cet ouvrage qui cite également d'autres sources. Commentaires : Ancienne maison noble de Lazkano. Confirmation de noblesse en 1588. |

Famille Gomez (Bayonne) :
| Blason | Blasonnement : De gueules à la croix dentelée d'argent. Note : Les blasonnements de cette page sont tous issus de cet ouvrage qui cite également d'autres sources. Commentaires : Manuel Gomez, marchand d'origine portugaise, reçût d'office, en 1701 ces armes. |

Famille Gomez de Lesaka (Bortziriak) :
| Blason | Blasonnement : Parti, au 1 de sinople au château d'argent surmonté d'une étoile d'or, au 2 de gueules à la bande d'or engoulée de têtes de dragons du même, lampassées de gueules, accompagnée de deux étoiles aussi d'or, une en chef, une en pointe. Note : Les blasonnements de cette page sont tous issus de cet ouvrage qui cite également d'autres sources. Commentaires : Famille de Lesaka. |

### Gon
Famille Gondra (Biscaye) armes primitives :
| Blason | Blasonnement : D'argent à deux loups passants d'azur, l'un sur l'autre ; à la bordure de gueules chargée de quatre étoiles d'or posées en croix. Note : Les blasonnements de cette page sont tous issus de cet ouvrage qui cite également d'autres sources. Commentaires : Ancienne maison du quartier Billela, à Munguia. Luis de Gondra y Arana, chevalier de Malte en 1546[réf. nécessaire]. |

Famille Gondra (Biscaye) armes modernes :
| Blason | Blasonnement : Parti, au 1 d'or à l'arbre de sinople, au loup passant de sable brochant sur le tronc ; au 2 de gueules à une tour d'or sur une onde d'argent et d'azur ; à la bordure générale de gueules chargée de huit flanchis d'or. Note : Les blasonnements de cette page sont tous issus de cet ouvrage qui cite également d'autres sources. Commentaires : Ancienne maison du quartier Billela, à Munguia. Luis de Gondra y Arana, chevalier de Malte en 1546[réf. nécessaire]. |

Famille Gongora (Navarre) :
| Blason | Blasonnement : De gueules à cinq loups passants d'or posés en sautoir (armes primitives). Alias : d'argent à cinq loups passants de sable posés en sautoir. Puis : d'azur à trois bandes d'or chargées chacune de trois loups passants de sable. Note : Les blasonnements de cette page sont tous issus de cet ouvrage qui cite également d'autres sources. Commentaires : Très ancienne maison noble de la vallée d'Aranguren, à l'est de Pampelune, au village de ce nom. Ximeno de Gôngora se trouvait à la bataille de Las Navas de Tolosa en 1212. |

Famille Goñi (Navarre) :
| Blason | Blasonnement : D'or à la croix de gueules chargée de cinq feuilles de peuplier du champ. Note : Les blasonnements de cette page sont tous issus de cet ouvrage qui cite également d'autres sources. Commentaires : Le palacio de Goñi se trouve dans le village de ce nom et fut la maison souche de cette ancienne famille qui essaima dans toute la Navarre, a Salinas de Oro, Murillo, Viana, Peralta, Cintruénigo, Arellano el Arguiñano. |

Famille Gontaut-Saint-Geniez (Navarre) :
| Blason | Blasonnement : Écartelé d'or et de gueules. Note : Les blasonnements de cette page sont tous issus de cet ouvrage qui cite également d'autres sources. Commentaires : Les Gontaut Saint-Geniez sont une branche de la maison agenaise de Gontaut Biron connue depuis le Xe siècle, ducs de Biron (1598 et 1723), ducs de Lauzun, ayant produit quatre maréchaux de France. |

### Gor
Famille Gordejuela (Biscaye) :
| Blason | Blasonnement : D'argent à la croix de gueules chargée de cinq feuilles de peuplier du champ. Alias : et une bordure de gueules chargée de deux épées et deux clefs d'or, alternées. Note : Les blasonnements de cette page sont tous issus de cet ouvrage qui cite également d'autres sources. Commentaires : Maison noble à Gordejuela, dont elle prit le nom, issue de la maison de Salcedo. |

Famille Gordo (Soule) :
| Blason | Blasonnement : Note : Les blasonnements de cette page sont tous issus de cet ouvrage qui cite également d'autres sources. Commentaires : Ancienne famille de Mauléon. Menauton de Gordo épousa par contrat du 12 décembre 1482 Guirautane d'Ohix. |

Famille Gorena (Bortziriak) :
| Blason | Blasonnement : Écartelé, aux 1 et 4 d'argent à deux ours de sable posés l'un sur l'autre ; aux 2 et 3 d'or aU pal alaisé de sable chargé d'un chevron renversé du même, en forme de pairle. Note : Les blasonnements de cette page sont tous issus de cet ouvrage qui cite également d'autres sources. Commentaires : Maison noble à Etchalar. NOTE : Ce blasonnement est incomplet et/ou incohérent. |

Famille Gorgoa (Saint-Palais) :
| Blason | Blasonnement : Écartelé, aux 1 et 4 de gueules à deux clefs d'argent passées en sautoir ; aux 2 et 3 d'azur au château d'or. Alias : parti, de gueules à deux clefs d'or passées en sautoir ; et d'azur au château d'or. Note : Les blasonnements de cette page sont tous issus de cet ouvrage qui cite également d'autres sources. |

Famille Gorosabel (Guipuscoa) :
| Blason | Blasonnement : D'or au chêne de sinople accosté de sept drapeaux à deux pointes, chargés chacun d'un coupé d'azur et d'or, 4 à dextre et 3 à senestre, et accompagné au pied de l'arbre d'un homme en armure d'azur, étendu en fasce, accosté à dextre d'un autre homme, en armure d'azur, une épée à la main prenant au premier un drapeau de gueules posé en bande et brochant sur le tronc. Note : Les blasonnements de cette page sont tous issus de cet ouvrage qui cite également d'autres sources. Commentaires : Maison noble de Gaviria de Alzain. Filiation établie depuis Domingo de Gorosâbel, vivant vers 1500. NOTE : Ce blasonnement est incomplet et/ou incohérent. |

Famille Gorostarzu (Baztan) :
| Blason | Blasonnement : D'or au houx de sinople ; à la bordure de gueules chargée de sept fleurs de lys d'or. Note : Les blasonnements de cette page sont tous issus de cet ouvrage qui cite également d'autres sources. Commentaires : Armes des Gorostarzu, de Mutiloa et Segura, et portées par les Gorostarzu depuis 1882). Ces armes sont parlantes, Gorostarzu signifiant "endroit où pousse le houx" en basque. Alias : échiqueté d'argent et de sable (armes de la vallée du Baztan). Ces dernières sont sculptées sur la maison Gorostarzua, à Arizkun, et reprises aujourd'hui par les Gorostarzu. Devise : Poniendo sus vidas al tablero (Ils ont mis leur vie en jeu sur l'échiquier). |

Famille Gorostegui (Guipuscoa) :
| Blason | Blasonnement : D'argent au chêne de sinople, fruité d'or, accompagné au pied du tronc de deux corbeaux de sable, les aîles dépliées, piquant dans le tronc ; à la bordure de gueules chargée de huit maillons de chaîne d'or, tenus deux par deux. Note : Les blasonnements de cette page sont tous issus de cet ouvrage qui cite également d'autres sources. Commentaires : Ancienne maison noble de Bergara et Albistur. Cette bordure de maillons de chaîne serait un rappel de la participation de membres de cette maison à la bataille de Las Navas de Tolosa en 1212. |

Famille Gorostiaga (Biscaye) :
| Blason | Blasonnement : D'azur à la bande engoulée de têtes de dragons du même, accompagnée de deux chaudrons de sable filetés d'or. Note : Les blasonnements de cette page sont tous issus de cet ouvrage qui cite également d'autres sources. Commentaires : Maison noble de Muréltga, près de Gernika. NOTE : Ce blasonnement est incomplet et/ou incohérent. |

Famille Gorostiaga (Zumaia) :
| Blason | Blasonnement : Coupé, au 1 de gueules à la tour de pierre d'argent ; au 2 d'argent à l'arbre de sinople ; parti de gueules à deux mouchetures d'hermines de sable. Note : Les blasonnements de cette page sont tous issus de cet ouvrage qui cite également d'autres sources. Commentaires : Maison du même nom, à Zumaia. |

Famille Gorostidi (Guipuscoa) :
| Blason | Blasonnement : De gueules au demi-lion rampant d'or issant d'une onde d'argent et d'azur ; à la bordure cousue d'azur chargée de huit étoiles d'or. Note : Les blasonnements de cette page sont tous issus de cet ouvrage qui cite également d'autres sources. Commentaires : Ancienne maison noble d'Albistur. |

Famille Gorostiola (Fontarrabie) :
| Blason | Blasonnement : D'or au chêne de sinople, au sanglier passant de sable, lampassé de gueules, brochant au pied de l'arbre. Note : Les blasonnements de cette page sont tous issus de cet ouvrage qui cite également d'autres sources. |

Famille Gorraiz (Navarre) :
| Blason | Blasonnement : D'argent à la fasce de gueules chargée de deux loups d'argent, accompagnée en pointe d'un autre loup de gueules. Alias : d'argent à la fasce d'azur chargée de deux loups de sable, accompagnée en pointe d'un autre loup du même. Alias : trois loups 2 et 1. Note : Les blasonnements de cette page sont tous issus de cet ouvrage qui cite également d'autres sources. Commentaires : Maison noble du lieu de Gorrâiz, dont elle prit le nom, vallée d'Egués, à l'est de Pampelune. Cette famille essaima aussi à Corella et Tafalla. |

Famille Gorria (Fontarrabie) :
| Blason | Blasonnement : D'argent à trois fleurs de lys de gueules. Note : Les blasonnements de cette page sont tous issus de cet ouvrage qui cite également d'autres sources. Commentaires : Cette famille est cités à Fontarrabie en 1625. |

Famille Gorriola (vallée de Salazar) :
| Blason | Blasonnement : Note : Les blasonnements de cette page sont tous issus de cet ouvrage qui cite également d'autres sources. Commentaires : Maison d'Ochagavia. Hernando Goriola, d'Ochagavia, vivant en 1680, épousa Marie de Agustin, d'Ochagavia. |

Famille Gorritepe (Soule) :
| Blason | Blasonnement : D'or à l'ours furieux passant de sable. Note : Les blasonnements de cette page sont tous issus de cet ouvrage qui cite également d'autres sources. Commentaires : Maison à Altzabeheti. |

Famille Gortairi (vallée du Baztan) :
| Blason | Blasonnement : Échiqueté d'argent et de sable (armes de la vallée). Note : Les blasonnements de cette page sont tous issus de cet ouvrage qui cite également d'autres sources. Commentaires : Famille d'Arizkun. |

Famille Gortari (vallée du Baztan) :
| Blason | Blasonnement : D'or au senestrochère armé de gueules, surmonté de trois coquilles d'azur 2 et 1. Note : Les blasonnements de cette page sont tous issus de cet ouvrage qui cite également d'autres sources. Commentaires : Famille originaire d'Alava qui passa en Navarre. Maison à Arizkun. Des Gortari se trouvaient à la conquête de l'Andalousie à la suite du roi de Castille, Ferdinand III le Saint (1199-1252), |